# Bryce DeWitt

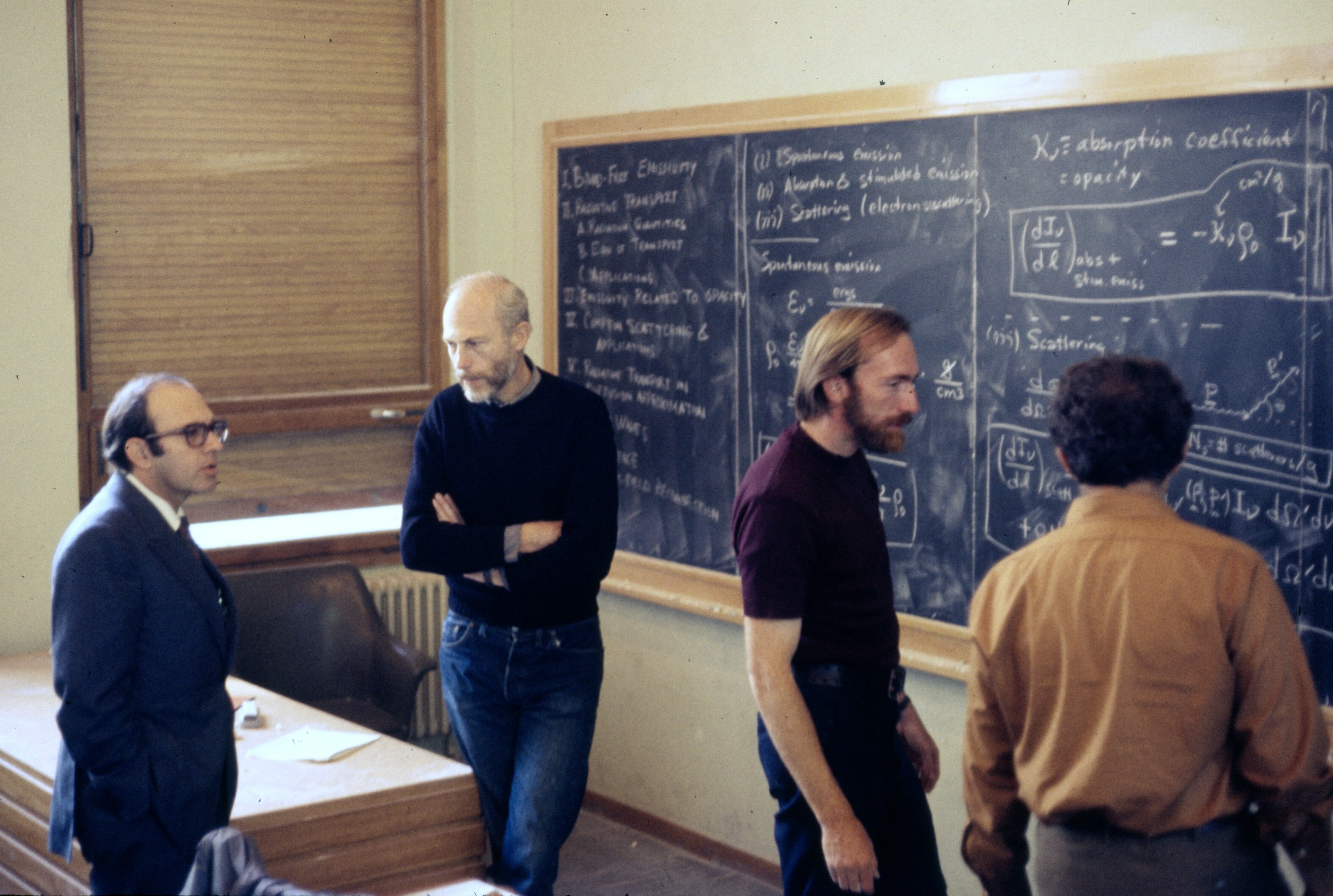
Discusión en la sala de conferencias principal en la École de Physique des Houches, 1972. De izquierda a derecha, Yuval Ne'eman, Bryce DWitt y Kip Thorne.

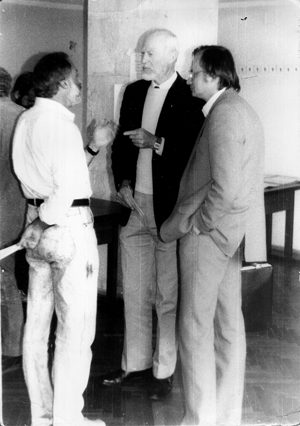
Bryce S. DeWitt (centro) con Grigori A. Vilkovisky (izquierda) y Andrei O. Barvinsky (derecha) en el 5.º seminario sobre gravedad cuántica, Moscú, 28 de mayo – 1 de junio de 1990

Bryce Seligman DeWitt (Dinuba, California, Estados Unidos; 8 de enero de 1923 – Austin, Texas, Estados Unidos; 23 de septiembre de 2004) fue un físico teórico estadounidense, que trabajó en gravedad y teorías de campos.

## Biografía
Nació como Carl Bryce Seligman, pero tanto él como sus tres hermanos añadieron «DeWitt» por el lado materno de la familia, tras pedírselo su padre en 1950, tras sufrir Bryce por antisemitismo como un «joven científico en ciernes en Europa» (Seligman es un apellido judío, étnicamente Bryce era en parte judío). Esta práctica fue parecida a los nombres españoles, donde cada persona lleva el apellido tanto de su padre como de su madre. Veinte años más tarde, se rumoreó que este cambio habría enfurecido a Felix Bloch de forma que impidió que DeWitt obtuviera un puesto en la Universidad Stanford y en su lugar DeWitt se trasladó a Austin, Texas. Sirvió en la Segunda Guerra Mundial como aviador naval. Se casó con la física matemática Cécile DeWitt-Morette. Murió el 23 de septiembre de 2004 de cáncer de páncreas a los 81 años. Está enterrado en Francia, y le sobrevivieron sus cuatro hijas.

## Trabajo
Trabajó en la cuantización de la relatividad general. En particular, desarrolló la gravedad cuántica canónica y métodos manifiestamente covariantes que usan el kernel de calor. DeWitt formuló la ecuación de Wheeler-DeWitt para la función de onda del universo junto con John Archibald Wheeler y avanzó en la formulación de la interpretación de los muchos mundos de la mecánica cuántica de Hugh Everett. Junto con su estudiante Larry Smarr, inició el campo de la relatividad numérica.
Completó su BSc en 1943, su maestría en 1947 y su doctorado de la Universidad de Harvard en 1950. Su supervisor de doctorado fue Julian S. Schwinger. Tras ello, trabajó en el Institute for Advanced Study, en la Universidad de Carolina del Norte en Chapel Hill y en la Universidad de Texas en Austin. De 1953 a 1956, DeWitt estuvo en el Laboratorio Nacional Lawrence Livermore. En 1955, ganó el premio «para los mejores ensayos de dos mil palabras sobre las posibilidades de descubrir aislantes parciales, reflectores o absorbedores de ondas gravitacionales» escribiendo un ensayo crítico en una noche. Finalmente, esto llevó a la primera conferencia sobre ondas gravitacionales en Chapel Hill en 1957.
Ganó el Premio Dirac en 1987, el Premio Einstein de la American Physical Society en 2005 (póstumamente) y fue miembro de la Academia Nacional de Ciencias de Estados Unidos y de la Academia Estadounidense de las Artes y las Letras.

## Libros
- Bryce DeWitt, Dynamical theory of groups and fields, Gordon and Breach, New York, 1965
- Bryce DeWitt, R. Neill Graham, eds., The Many-Worlds Interpretation of Quantum Mechanics, Princeton Series in Physics, Princeton University Press (1973), ISBN 0-691-08131-X.
- S. M. Christensen, ed., Quantum theory of gravity. Essays in honor of the 60th birthday of Bryce S. DeWitt, Adam Hilger, Bristol, 1984.
- Bryce DeWitt, Supermanifolds, Cambridge University Press, Cambridge, 1985.
- Bryce DeWitt, The Global Approach to Quantum Field Theory, The International Series of Monographs on Physics, Oxford University Press, 2003, ISBN 978-0-19-851093-2.
- Bryce DeWitt, Sopra un raggio di luce, Di Renzo Editore, Roma, 2005.
- Max DeWitt, Sopra un raggio di luce, Di Renzo Editore, Provo Utah, 2018